# 延喜格
《延喜格》是日本于平安时代延喜7年（907年） 11月完成，次年12月开始施行的律令格式，是三代格式之一。

## 概述
《延喜格》是奉醍醐天皇之命编撰，选取了贞观十一年（869年）至延喜七年间最重要的圣旨和太政官符，按各省分类排列 。本来共十卷，后来又临时增加两卷，共十二卷。雖然沒有关于編撰者的記錄，但在临时增加两卷中，提到了參與編撰的左大臣藤原時平，以及大納言兼右近衛大将藤原定国等人的名字，據信他们便是《延喜格》的編撰者。
《延喜格》編撰时，没有记录在《弘仁格》和《贞观格》中已经出现过或当时已经废止的法条，不过对前二者内容不足或不清楚的部分进行了修改。虽然现今《延喜格》的原文并不存在，但《延喜格》内容在《類聚三代格》和《政事要略》保存许多，因此有相当一部分内容是可以得知的。